# Trans March

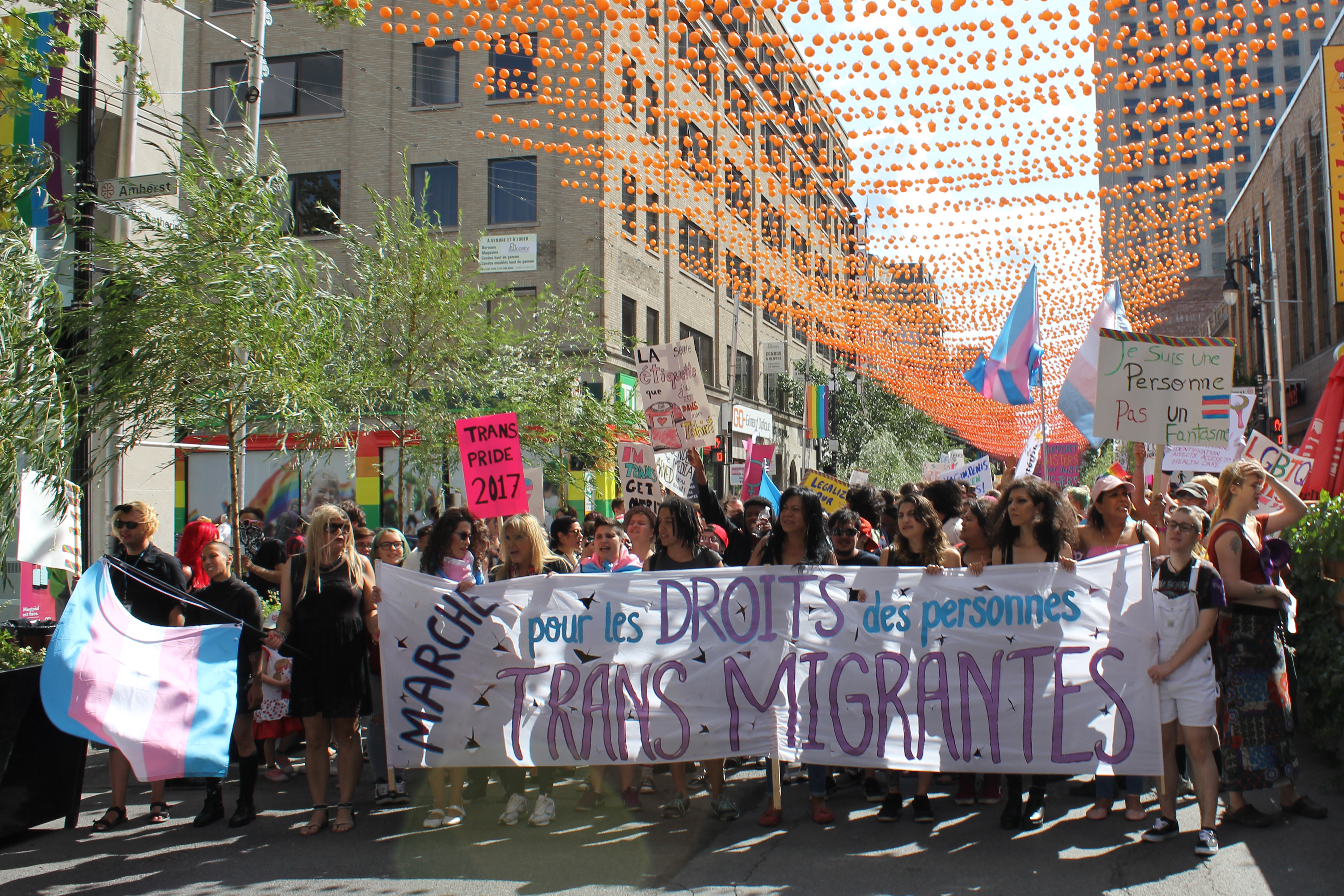
La Marche trans Euphorie dans le genre à Montréal en 2017

La Trans March correspond aux marches, aux manifestations ou aux rassemblements qui ont lieu dans le monde entier, et qui ont souvent lieu lors de la semaine de la pride locale annuelle. Ces événements sont souvent organisés par les communautés trans pour établir une communauté, aborder les luttes des droits humains, et créer de la visibilité.

## San Francisco Trans March

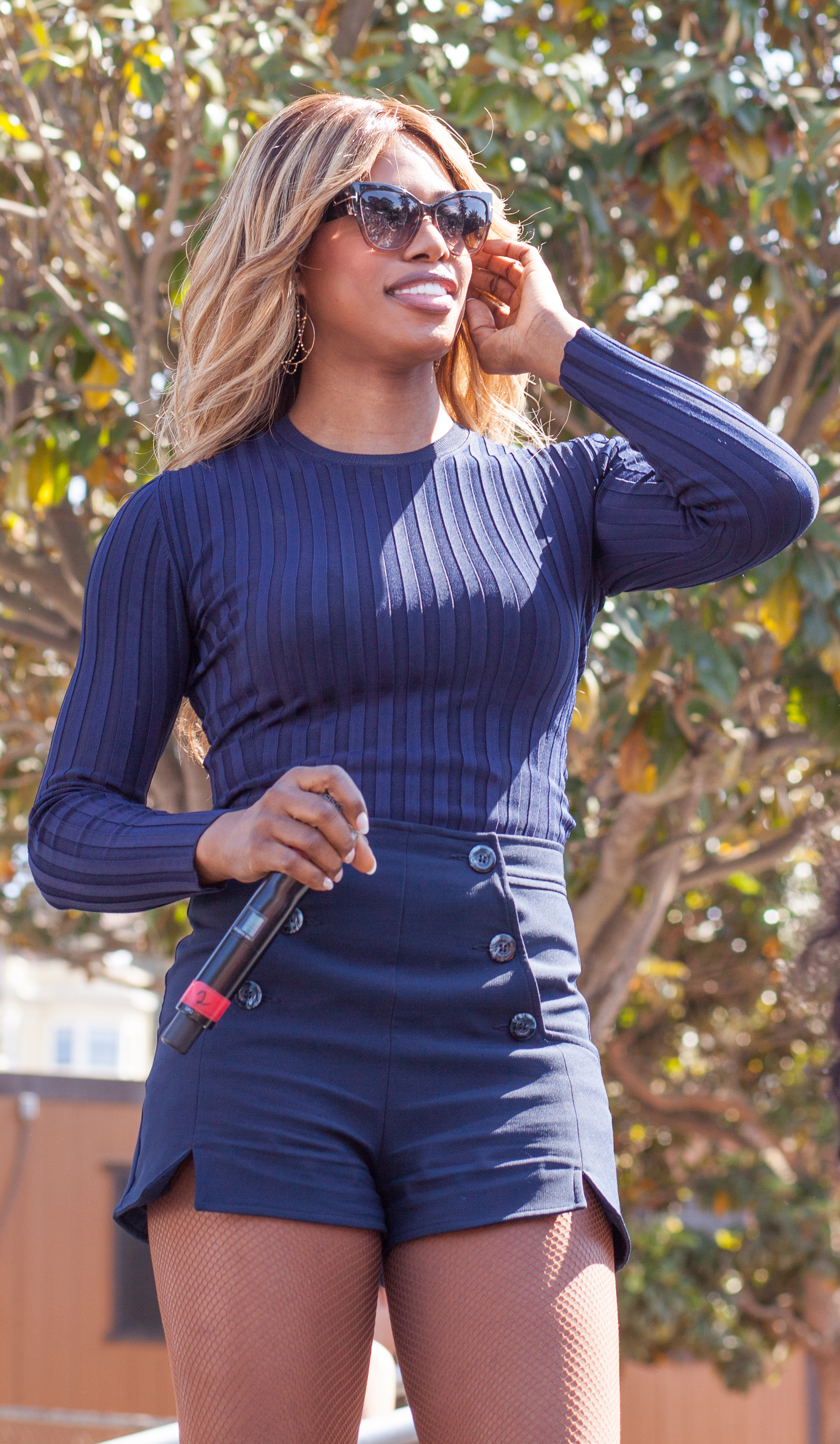
La militante et actrice transgenre Laverne Cox à la Trans March de San Francisco en 2015.

La San Francisco Trans March est un rassemblement annuel et une marche de protestation à San Francisco, en Californie, qui a lieu le vendredi soir de la semaine de la Gay Pride, le dernier week-end de juin. C'est un évènement trans inclusif des personnes de genre non-conforme, dans le même esprit original des défilés de la gay pride et de la Dyke March. Il fait partie des plus grands évènements annuels transgenres dans le monde, et a probablement été le plus grand évènement transgenre depuis sa création en juin 2004. Son but est d'augmenter la visibilité, le militantisme et l'acceptation de toutes les personnes de genre variant.
L'événement est devenu le quatrième principal évènement des fiertés LGBT à San Francisco, qui sont inclusifs et demandent des dons au lieu d'exiger l'admission payée ; la San Francisco Pride (SF Pride), est constituée d'un festival le samedi, de la parade et du festival le dimanche ; La San Francisco Dyke March se déroule le samedi après-midi, et en mars dans la soirée, et le Pink Saturday (en) qui est une soirée de fête de rue au Castro le samedi soir, est géré par les Sœurs de la Perpétuelle Indulgence. La SF Pride, et les organisateurs des plus grands événements ont tous soutenu l'événement depuis sa création avec des fonds, du matériel et du soutien technique. L'événement utilise la même mise en scène que la Dyke March, et s'est terminé la plupart du temps au Centre Civique[citation nécessaire].

### Mission
La mission de la Trans March de San Francisco est « d'inspirer toutes les personnes trans et de genre non-conforme pour réaliser un monde où nous sommes en sécurité, aimés et émancipés(empowerment). Nous nous efforçons de créer un espace pour nos diverses communautés afin d'unir et d'atteindre la justice sociale et l'égalité que chacun de nous mérite. ».

### Histoire
Un e-mail anonyme a été largement transféré dans la Région de San Francisco au sein des militants des communautés transgenres en mars 2004. Il a coïncidé avec le premier procès du meurtre d'une femme trans à l'Orient Bay, Gwen Araujo, et a appelé à une Trans March pour aider à lancer « le plus grand évènement transgenre de ce type ». Araujo a été assassinée par quatre hommes cisgenres, et ils ont disposé de son corps, intensifiant la sensibilisation à la violence contre les personnes LGBT et en particulier les femmes trans et les hommes trans. Les premières Marches Trans ont pris la forme d'un rassemblement pour commémorer et se souvenir des personnes trans tuées. La fréquentation en 2004 était estimée à 2000 ; son chiffre a doublé l'année suivante, passant à 40 000 personnes.
En 2006, l'événement a grandi dans la diversité et l'inclusivité. La mission du mois de mars était reformulée « pour démontrer que la violence et la discrimination dirigée contre la communauté transgenre ne seront pas tolérées. C'est une reconnaissance de la lutte de la communauté trans pour le respect, l'acceptation et les droits civils. Et, il est conçu pour créer un courant favorable, unifiée, pour que la communauté trans se réunisse quels que soient les différents genres, âges et origines ethniques, avec leurs alliés ». En 2007, une Trans March a débuté à Minneapolis-Saint Paul. La fréquentation de San Francisco a été estimée à 7 500 personnes.
En 2008, Donna Rose avait démissionné du groupe de défense national LGBT pour les Droits de l'Homme de la Campagne, après que l'organisation eut soutenu une version de l'Employment Non-Discrimination Act (en) (ENDA)  qui ne comprenait pas l'identité de genre. Le thème de 2008 était « Marching for a Gender Inclusive ENDA and removal of Gender Identity "Disorder" (GID) as a mental illness ». La militante Arianna Davis a déclaré à la foule : « Nous sommes la risée de la médecine et rabaissaient par les médias... Je n'ai pas de troubles mentaux, vous non plus ? » Elle a demandé à la foule de « demander que le diagnostic du trouble de l'identité de genre soit retiré du Manuel Diagnostique et Statistique des Troubles Mentaux (DSM) ». Les manifestants se sont également opposés à l'actuel groupe de travail nommé par l'Association américaine de psychiatrie, pour réviser les articles liés au genre et à la sexualité du DSM, incluant Kenneth Zucker, « connu pour ses thérapies de conformité de genre chez les enfants » et Ray Blanchard, dont la théorie de l'autogynéphilie « affirme que certaines personnes transitionnent parce qu'elles sont sexuellement excitées par le port de vêtements féminins ». La fréquentation de la marche a grandi dans la diversité, et a été estimée à 10 000 personnes.
En 2009, les dix personnes élues pour coordonner le comité ont choisi de renoncer au quartier gay de Castro et de plutôt marcher à travers le Latino Mission District. Ils ont cité plusieurs raisons : d'une part, beaucoup de personnes transgenres vivaient dans le quartier et étaient incapables de payer plus cher ; les organisateurs ont noté la nécessité d'accroître la visibilité transgenre en raison de la « quantité énorme de violence qui s'y passe » pour les personnes transgenres dans le quartier ; enfin, la région a également eu beaucoup de résidents qui ont voté pour la Prop 8, législation californienne relative au changement de la constitution de l'État pour limiter le droit au mariage aux couples binaires hommes-femmes. Les organisateurs ont prévu 10 000 participants et le coût de l'événement s'est élevé à 10,000 $. Cecilia Chung, une femme trans et présidente de la commission des droits de l'Homme de San Francisco était le conférencier d'honneur. En 2009, la première Trans March Pride a eu lieu à Toronto, en juin.
En 2015, le musicien Ryan Cassata était la tête d'affiche et le porte-parole de la Coalition TAJA. Laverne Cox a également parlé brièvement. On estime que 10 000 à 20 000 personnes ont défilé de la Mission Dolores Park à UN Plaza. Le Centre Civique était allumé aux couleurs du drapeau de la fierté transgenre.

## Marche trans de Montréal
La Marche trans est organisée à Montréal par le collectif Euphorie dans le genre depuis 2014. Elle se tient le premier dimanche d'aout, juste avant le festival Fierté Montréal.
Elle a pour but de célébrer les communautés de la diversité de genre, mais aussi de marquer un moment pour une prise de parole des personnes trans afin de faire entendre revendications et besoins. La marche est suivie d'un piquenique communautaire dans le parc Charles-S.-Campbell.
En 2018, la marche a porté sur le thème de la famille pour faire valoir la reconnaissance légale des parents trans au Québec.
En 2017 et en 2016, la marche a porté des revendications autour du statut des personnes migrantes trans.

## Toronto Trans March
La Toronto Trans March a été fondée en 2009 et a généralement lieu le vendredi de la Semaine de la Fierté. En 2009, la Toronto Pride a tenté de confiner la Trans March nouvellement formée sur les trottoirs de la rue de l'Église jusqu'à Wellesley Street. Au lieu de cela, les participants ont pris d'assaut les rues et ont défié les obstacles sur Wellesley Street. Depuis 2009, la Fierté de Toronto est toujours debout dans la voie de la Trans March, souvent en essayant de la limiter à la rue de l'Église alors que la Toronto Dyke March et la Toronto Pride Parade s'étendent à Yonge Street.
En 2012, la Toronto Pride a essayé de limiter les Trans March à partir de Norman Jewison Parc en bas de la rue de l'Église où des distributeurs de stands ont été mis en place. La marche « officielle » a reçu relativement peu d'attention, et s'est produite au milieu des piétons inconscients jusqu'à ce qu'elle atteigne enfin Wood Street. En arrivant à Wood Street, les manifestants qui étaient au courant des potentielles alternatives de manifestation, ont marché vers le bas de la rue Yonge, à Dundas Avenue.
En 2013, la Toronto Pride a de nouveau tenté d'induire en erreur les marcheurs, mais cette fois les militants ont anticipé. La Toronto Trans March a commencé à Norman Jewison Parc et s'est dirigée vers le bas de la rue Yonge, à Allan Gardens sur Sherbourne et Carlton. C'était la plus grande Trans March unifiée qui a eu lieu à Toronto à ce jour. Entre 1000 et 2 000 personnes auraient défilé dans la région de Toronto, lors de la Trans March de 2013.

### Conflits communautaires
Au cours de l'organisation de la Toronto Trans March de 2013, un conflit a éclaté à la suite d'une décision prise lors d'une réunion d'organisation en vue d'accepter une demande du Comité consultatif LGBT des services de police de Toronto pour marcher à la Trans March. Beaucoup dans la communauté se sont opposés à un contingent policier, parce qu'ils estimaient ne pas tenir compte de la réalité de la brutalité policière et du harcèlement contre les personnes trans à Toronto. En fin de compte, une lettre de la communauté a été présentée au Comité consultatif LGBT et le contingent n'a pas marché.